# 丸山直友
丸山 直友（まるやま なおとも、1888年（明治21年）5月13日 - 1975年（昭和50年）12月2日）は、明治末から昭和期の医師、政治家。衆議院議員（1期）。

## 経歴
新潟県古志郡長岡（現・長岡市）出身。1909年（明治42年）金沢医学専門学校医科（現・金沢大学医学部）卒、同校嘱託を経て、上京し東京帝国大学医科大学入沢内科の助手となり、その後、東京南胃腸病院副院長となる。1917年（大正6年）長岡市東坂之上町で開業した。1945年（昭和20年）長岡空襲で被災し玉蔵院町（現:城内町）に医院を新築開業した。長岡市医師会長、新潟県医師会副会長、日本医師会代議員、同常任理事、同副会長などを務める。
1949年（昭和24年）の第24回衆議院議員総選挙では旧新潟3区から民主自由党公認で立候補して当選した。党内では政調会厚生部会長、自由党総務を務めた。1952年（昭和27年）の第25回総選挙には立候補しなかった。翌1953年（昭和28年）の第3回参議院議員通常選挙に全国区から自由党公認で立候補したが落選した。のち柏崎市に移り開業した。1975年死去。

## 親族
- 先祖 丸山元純（長岡藩医）[4]